# Versonnex (Ain)
Pour les articles homonymes, voir Versonnex.
Versonnex [vɛʁsɔnɛ] est une commune française, située dans le département de l'Ain en région Auvergne-Rhône-Alpes.

## Géographie
Versonnex se situe à la frontière suisse près de la commune de Collex-Bossy. Elle appartient au canton de Ferney-Voltaire, cependant, elle est plus près de Gex. Villars Dame est un hameau de la commune.
Elle est traversée par l'Oudar et la Lillette, son affluent. Celui-ci se jette dans la Versoix puis dans le lac Léman.
Sa situation lui permet d’être à égale distance des stations de ski du Jura ou l’on peut également pratiquer la randonnée, en été, dans le parc naturel régional du même nom, et du lac Léman.
Étant une commune agricole, sa surface se compose principalement de champs. Actuellement, ces champs disparaissent au profit de grandes résidences. Du fait de leur proximité avec la Suisse, les communes du pays de Gex servent de « cités dortoirs » aux pendulaires. Versonnex n’est pas épargnée par ce phénomène et les prix des terrains s’envolent depuis plusieurs décennies.
Versonnex possède aussi ses forêts, principalement au sud de la commune. Celles-ci forment la frontière avec la Suisse. Ces lieux sont agréables pour la promenade, la chasse et toute forme de loisirs en plein air. Du fait de sa situation, il n’est pas rare de passer plusieurs fois la frontière durant une escapade. Il est amusant de compter les « pierres - frontières » certaines datant parfois du temps des rois en France.
La commune a aussi un petit plan d’eau accolé à la commune de Cessy. On ne peut malheureusement y pratiquer aucun sport nautique et une autorisation de pêche est requise si l’on souhaite taquiner la carpe.
Versonnex fait partie du pays de Gex.

### Climat
Pour des articles plus généraux, voir Climat d'Auvergne-Rhône-Alpes et Climat de l'Ain.
En 2010, le climat de la commune est de type climat de montagne, selon une étude du CNRS s'appuyant sur une série de données couvrant la période 1971-2000. En 2020, Météo-France publie une typologie des climats de la France métropolitaine dans laquelle la commune est exposée à un climat de montagne ou de marges de montagne et est dans la région climatique Jura, caractérisée par une forte pluviométrie en toutes saisons (1 000 à 1 500 mm/an), des hivers rigoureux et un ensoleillement médiocre.
Pour la période 1971-2000, la température annuelle moyenne est de 9,8 °C, avec une amplitude thermique annuelle de 17,8 °C. Le cumul annuel moyen de précipitations est de 1 270 mm, avec 11,2 jours de précipitations en janvier et 9,1 jours en juillet. Pour la période 1991-2020, la température moyenne annuelle observée sur la station météorologique de Météo-France la plus proche, sur la commune de Cessy à 3 km à vol d'oiseau, est de 10,9 °C et le cumul annuel moyen de précipitations est de 1 063,2 mm,. Pour l'avenir, les paramètres climatiques de la commune estimés pour 2050 selon différents scénarios d'émission de gaz à effet de serre sont consultables sur un site dédié publié par Météo-France en novembre 2022.
| Mois                                  | jan.           | fév.           | mars          | avril         | mai           | juin          | jui.          | août          | sep.          | oct.          | nov.          | déc.           | année      |
| ------------------------------------- | -------------- | -------------- | ------------- | ------------- | ------------- | ------------- | ------------- | ------------- | ------------- | ------------- | ------------- | -------------- | ---------- |
| Température minimale moyenne (°C)     | −1,2           | −1,4           | 1,7           | 5,3           | 8,9           | 12,9          | 14,3          | 13,9          | 10,8          | 7,4           | 2,9           | −0,5           | 6,3        |
| Température moyenne (°C)              | 1,8            | 2,5            | 6,4           | 10,8          | 14,3          | 18,7          | 20,5          | 19,9          | 16,1          | 11,5          | 6,3           | 2,4            | 10,9       |
| Température maximale moyenne (°C)     | 4,9            | 6,3            | 11,2          | 16,2          | 19,6          | 24,6          | 26,7          | 25,9          | 21,5          | 15,7          | 9,6           | 5,4            | 15,6       |
| Record de froid (°C) date du record   | −13,9 30.01.05 | −16,3 01.02.03 | −11 01.03.05  | −6 08.04.03   | −0,4 06.05.19 | 2,6 01.06.06  | 6,7 25.07.11  | 6,3 26.08.18  | 1,6 25.09.02  | −3,4 26.10.03 | −10 27.11.05  | −14,7 20.12.09 | −16,3 2003 |
| Record de chaleur (°C) date du record | 15,9 01.01.23  | 19,5 23.02.20  | 22,4 16.03.12 | 26,5 22.04.18 | 32,8 24.05.09 | 35,5 25.06.03 | 37,6 07.07.15 | 38,5 24.08.23 | 31,2 11.09.23 | 27 09.10.23   | 21,4 02.11.20 | 16 18.12.19    | 38,5 2023  |
| Précipitations (mm)                   | 106            | 75,8           | 77,9          | 66,7          | 87            | 85,4          | 81,1          | 86,5          | 63            | 101,6         | 110,1         | 122,1          | 1 063,2    |

## Urbanisme

### Typologie
Au 1er janvier 2024, Versonnex est catégorisée ceinture urbaine, selon la nouvelle grille communale de densité à 7 niveaux définie par l'Insee en 2022.
Elle appartient à l'unité urbaine de Versonnex, une unité urbaine monocommunale constituant une ville isolée,. Par ailleurs la commune fait partie de l'aire d'attraction de Genève - Annemasse (partie française), dont elle est une commune de la couronne,. Cette aire, qui regroupe 158 communes, est catégorisée dans les aires de 700 000 habitants ou plus (hors Paris),.

### Occupation des sols
L'occupation des sols de la commune, telle qu'elle ressort de la base de données européenne d’occupation biophysique des sols Corine Land Cover (CLC), est marquée par l'importance des territoires agricoles (66,8 % en 2018), en diminution par rapport à 1990 (68,1 %). La répartition détaillée en 2018 est la suivante : 
terres arables (36,1 %), prairies (21,9 %), forêts (19 %), zones urbanisées (14,3 %), zones agricoles hétérogènes (8,8 %).
L'évolution de l’occupation des sols de la commune et de ses infrastructures peut être observée sur les différentes représentations cartographiques du territoire : la carte de Cassini (XVIIIe siècle), la carte d'état-major (1820-1866) et les cartes ou photos aériennes de l'IGN pour la période actuelle (1950 à aujourd'hui).

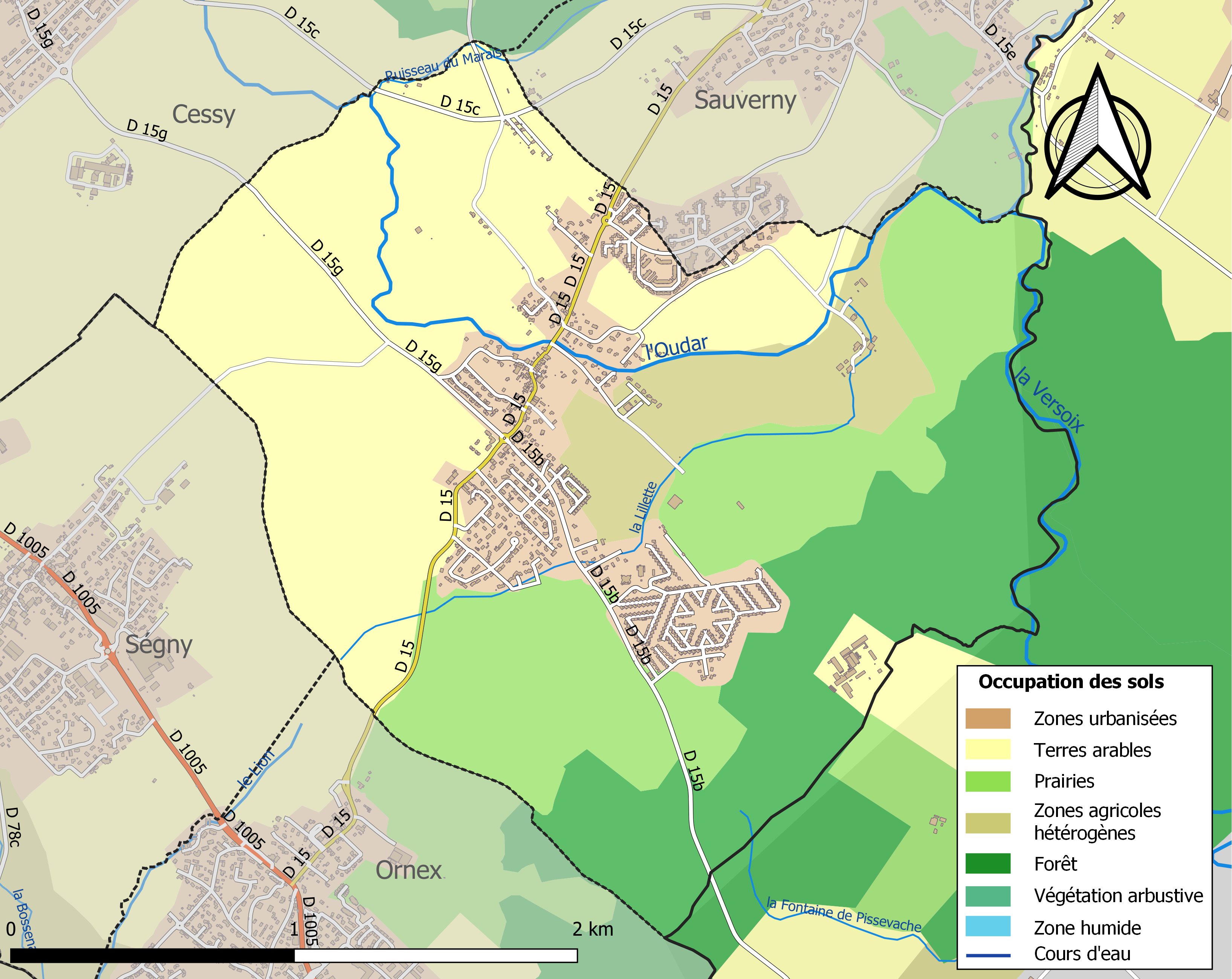
Carte des infrastructures et de l'occupation des sols de la commune en 2018 (CLC).

## Toponymie
Le nom du lieu-dit de Villars Dame fait référence à la Vierge Marie.
La dernière consonne est rarement prononcée, ou bien sa prononciation indique l’origine étrangère du locuteur. Pour les noms multisyllabiques, « x » indique l’accentuation sur la dernière syllabe le différenciant avec le z final qui sert à marquer le paroxytonisme et ne devrait pas être prononcé dans sa langue d'origine.

## Politique et administration

### Découpage territorial
La commune de Versonnex est membre de l'intercommunalité Pays de Gex Agglo, un établissement public de coopération intercommunale (EPCI) à fiscalité propre créé le 31 mai 1995 dont le siège est à Gex. Ce dernier est par ailleurs membre d'autres groupements intercommunaux.
Sur le plan administratif, elle est rattachée à l'arrondissement de Gex, au département de l'Ain et à la région Auvergne-Rhône-Alpes. Sur le plan électoral, elle dépend du  canton de Gex pour l'élection des conseillers départementaux, depuis le redécoupage cantonal de 2014 entré en vigueur en 2015, et de la troisième circonscription de l'Ain  pour les élections législatives, depuis le dernier découpage électoral de 2010.

### Administration municipale

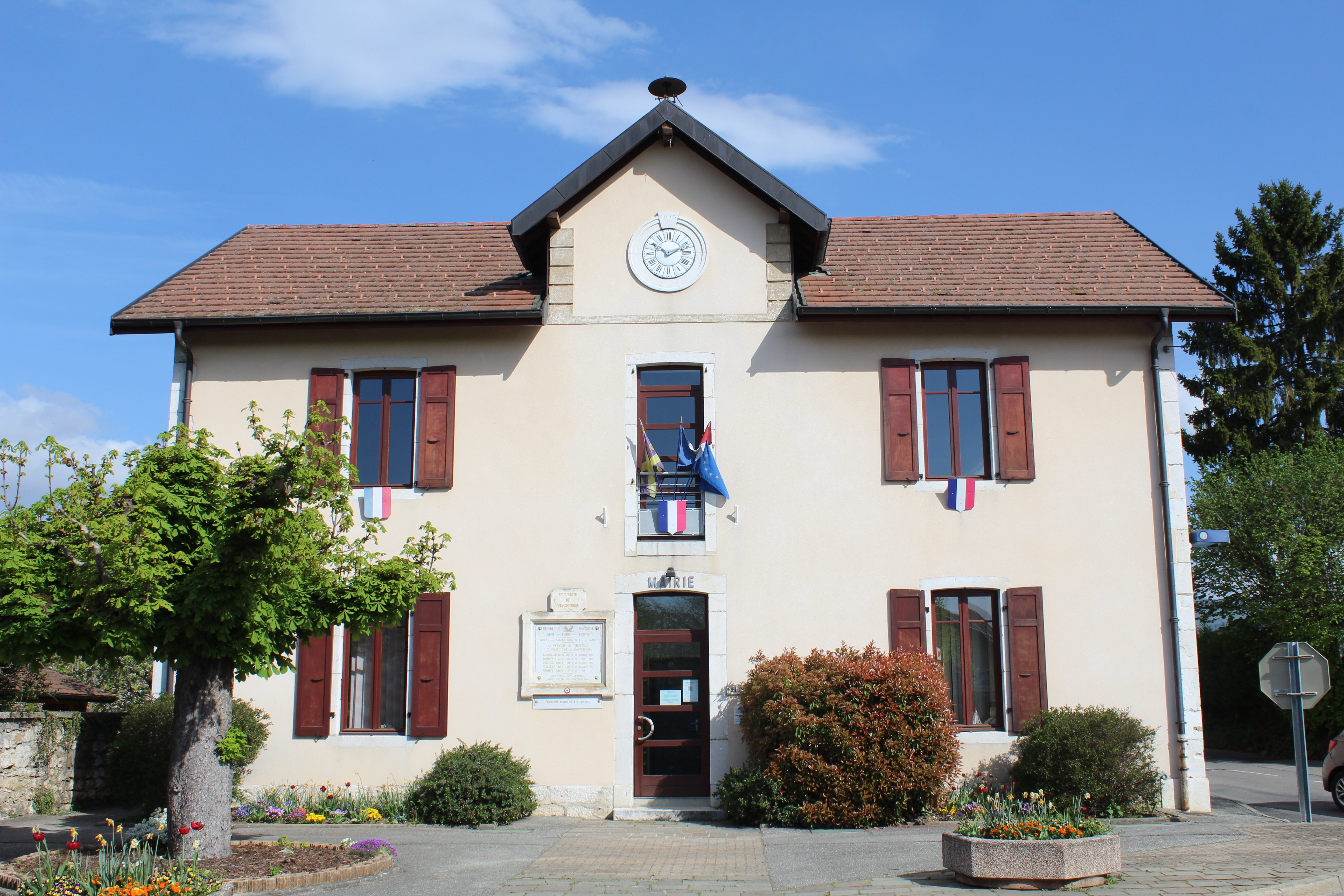
Mairie.

| Période | Période  | Identité         | Étiquette | Qualité       |
| ------- | -------- | ---------------- | --------- | ------------- |
| 1977    | 1993     | François Meylan  |           | Ingénieur     |
| 1995    | 2008     | Dominique Noirot |           | Réélu en 2001 |
| 2008    | 2014     | Franck Hedrich   |           |               |
| 2014    | En cours | Jacques Dubout   | DVD       | Cadre         |

## Démographie
L'évolution du nombre d'habitants est connue à travers les recensements de la population effectués dans la commune depuis 1793. Pour les communes de moins de 10 000 habitants, une enquête de recensement portant sur toute la population est réalisée tous les cinq ans, les populations de référence des années intermédiaires étant quant à elles estimées par interpolation ou extrapolation. Pour la commune, le premier recensement exhaustif entrant dans le cadre du nouveau dispositif a été réalisé en 2004.
En 2022, la commune comptait 2 222 habitants, en évolution de +1,65 % par rapport à 2016 (Ain : +5,15 %, France hors Mayotte : +2,11 %).
| 1793 | 1800 | 1806 | 1821 | 1831 | 1836 | 1841 | 1846 | 1851 |
| ---- | ---- | ---- | ---- | ---- | ---- | ---- | ---- | ---- |
| 224  | 262  | 241  | 263  | 275  | 296  | 275  | 251  | 250  |

| 1856 | 1861 | 1866 | 1872 | 1876 | 1881 | 1886 | 1891 | 1896 |
| ---- | ---- | ---- | ---- | ---- | ---- | ---- | ---- | ---- |
| 243  | 223  | 253  | 229  | 218  | 223  | 220  | 202  | 191  |

| 1901 | 1906 | 1911 | 1921 | 1926 | 1931 | 1936 | 1946 | 1954 |
| ---- | ---- | ---- | ---- | ---- | ---- | ---- | ---- | ---- |
| 186  | 196  | 178  | 187  | 212  | 199  | 194  | 145  | 142  |

| 1962 | 1968 | 1975 | 1982  | 1990  | 1999  | 2004  | 2006  | 2009  |
| ---- | ---- | ---- | ----- | ----- | ----- | ----- | ----- | ----- |
| 180  | 161  | 878  | 1 118 | 1 866 | 1 712 | 1 941 | 2 027 | 2 089 |

| 2014  | 2019  | 2022  | - | - | - | - | - | - |
| ----- | ----- | ----- | - | - | - | - | - | - |
| 2 170 | 2 157 | 2 222 | - | - | - | - | - | - |

## Culture et patrimoine

### Lieux et monuments
- Le tunnel abritant la boucle de 27 kilomètres du Large Hadron Collider, l'accélérateur de particules du CERN passe à une centaine de mètres sous la commune[20].
- Église Saint-Martin de Versonnex.

### Héraldique
| Blason de Versonnex (Ain) | Blason  | D'azur au sautoir d'or cantonné de quatre coquilles du même. |
| Blason de Versonnex (Ain) | Détails |                                                              |

## Personnalités liées à la commune
- Pierre-Marin Rouph de Varicourt (1755-1822) prêtre catholique, homme politique né à Versonnex, député à l'Assemblée constituante de 1789, puis évêque d'Orléans en 1817.
- Tatiana Fabergé (1930-2020), historienne de la maison Fabergé, arrière-petite-fille du célèbre joaillier de la Cour Pierre-Karl Fabergé, habitait Versonnex, y est morte et est enterrée au cimetière municipal.